# Гай Юлий Юл (консул 447 пр.н.е.)
Вижте пояснителната страница за други личности с името Гай Юлий Юл.
Гай Юлий Юл (на латински: Gaius Iulius C.f. C.n. Iullus) e римски политик от патрицианската фамилия Юлий Юл от род Юлии. Той е син на Гай Юлий Юл (консул 482 пр.н.е.).
Гай Юлий Юл е избран три пъти за консул. През 447 пр.н.е. с Марк Геганий Мацерин, през 435 пр.н.е. с Луций Вергиний Трикост и през 434 пр.н.е. отново с Луций Вергиний Трикост.